# Esterfelder Moor
Das Esterfelder Moor ist ein Naturschutzgebiet in der niedersächsischen Stadt Meppen im Landkreis Emsland.

## Allgemeines
Das Naturschutzgebiet mit dem Kennzeichen NSG WE 301 ist 1,31 Hektar groß. Es ist deckungsgleich mit dem FFH-Gebiet „Esterfelder Moor bei Meppen“. Das Gebiet steht seit dem 19. Januar 2018 unter Schutz. Zuständige untere Naturschutzbehörde ist der Landkreis Emsland.

## Beschreibung
Das Naturschutzgebiet liegt im Westen von Meppen in einer Dünenlandschaft, die überwiegend vom Esterfelder Forst eingenommen wird. Es stellt ein in einer Ausblasmulde liegendes Kleinmoor unter Schutz, das von einem überwiegend noch lebenden Hochmoor mit Torfmoosen und moortypischen Pflanzen geprägt ist. Im Schutzgebiet sind torfmoosreiche Seggen- und Wollgrasriede sowie stellenweise Bultengesellschaften auf sehr nassen Standorten zu finden. Hier siedeln u. a. Schlammsegge, Fadensegge, Schnabelsegge, Blumenbinse, Scheiden- und Schmalblättriges Wollgras, Sumpfcalla, Fieberklee, Sumpfblutauge, Rosmarinheide und Gewöhnliche Moosbeere. Daneben kommen Torfmoorschlenken mit Schnabelriedgesellschaften vor. Hier siedeln u. a. Rundblättriger Sonnentau, Weißes Schnabelried und Schmalblättriges Wollgras. Das Kleinmoor gilt als eines der am besten erhaltenen im Emsland.
Ein etwas höher liegender Bereich im Naturschutzgebiet ist bewaldet. Um die Ausbreitung von Gehölzen im Moor zu verhindern, werden immer wieder Entkusselungsmaßnahmen durchgeführt.
Das Naturschutzgebiet ist nahezu vollständig vom Esterfelder Forst umgeben. Im Norden grenzt es an den Meppener Stadtteil Esterfeld.